# Galgalatz
 Galgalatz (en hebreo: גלגלצ) es una popular estación de radio israelí operada por Galei Tzahal. Esta es la segunda de las dos estaciones de radio operadas por las Fuerzas de Defensa de Israel, mientras que la primera es Galatz. La estación fue fundada en 1993 y transmite principalmente música pop las 24 horas del día e información del tránsito vehicular. La estación se estableció con la ayuda de la Autoridad Nacional de Seguridad del Tránsito de Israel y el Ministerio de Transporte de Israel y transmite con frecuencia mensajes sobre seguridad vial. Cada hora, la emisora emite boletines con las últimas noticias.
Galgalatz tiene una audiencia extremadamente alta en Israel, especialmente entre el público más joven. A julio de 2020, la estación tiene una participación de mercado del 27,3% entre las estaciones de radio más escuchadas de Israel. La mayoría de los locutores de la estación son principalmente soldados israelíes en servicio.

## Significado del nombre
La primera estación de las Fuerzas de Defensa de Israel, establecida en 1950, se llama "Galatz" (Radio de las Fuerzas de Defensa de Israel), que es un acrónimo de Galei Tzahal (hebreo: גלי צה"ל, Galei Tzahal, lit. Ondas de la FDI). Se suponía que esta segunda estación tendría contenido de seguridad vial en su transmisión, por lo que el nombre tenía que expresar esta singularidad de la estación. La palabra "Galgal" en hebreo significa rueda (hebreo: גלגל) y simboliza la conexión con el tráfico. "Galgalatz" es un portmanteau de "Galgal" y "Galatz". Este nombre fue creado por Merav Michaeli.